# I'm leaving it up to you

## Dale & Grace
I'm leaving it up to you is een nummer van het duo Don & Dewey (Dewey Terry en Donald Harris) uit 1957. Het werd een Amerikaanse nummer-1-hit in de versie van Dale and Grace eind 1963. Het nummer werd verder ook nog gecoverd door Linda Ronstadt in 1970 op haar Silk Purse-album. In 1974 werd het een Amerikaanse hit voor broer en zus Donny en Marie Osmond.

## 7" Single
London
1. "I'm leaving it up to you"
2. "That's what I like about you"

## Hitnotering
| I'm leaving it up to you   | I'm leaving it up to you | I'm leaving it up to you | I'm leaving it up to you | I'm leaving it up to you | I'm leaving it up to you | I'm leaving it up to you | I'm leaving it up to you | I'm leaving it up to you | I'm leaving it up to you |
| Hitlijst                   | Datum van binnenkomst    | Week:                    | 1                        | 2                        | 3                        | 4                        | 5                        | 6                        |                          |
| -------------------------- | ------------------------ | ------------------------ | ------------------------ | ------------------------ | ------------------------ | ------------------------ | ------------------------ | ------------------------ | ------------------------ |
| Tijd Voor Teenagers Top 10 | 25-1-1964                | Positie:                 | 6                        | 6                        | 4                        | 4                        | 5                        | 7                        | uit                      |